# Megaselia argentea
Megaselia argentea är en tvåvingeart som beskrevs av Borgmeier 1962. Megaselia argentea ingår i släktet Megaselia och familjen puckelflugor. Inga underarter finns listade i Catalogue of Life.